# تیم سارستت
تیم سارستت (انگلیسی: Tim Suhrstedt؛ زادهٔ ۵ اوت ۱۹۴۸) یک فیلم‌بردار اهل ایالات متحده آمریکا است. وی از سال ۱۹۷۸ میلادی تاکنون مشغول فعالیت بوده‌است.
وی همچنین برنده جوایزی همچون جایزه امی ساعات پربیننده شده است.

## فیلم‌شناسی
- فانتازیا ۲۰۰۰
- پردیس
- شیره
- کدو تنبل
- مانکن
- خواننده عروسی
- اندروید
- محیط اداره
- سرسخت شدن(۲۰۱۵)